# HMS Nämdö (M67)
HMS Nämdö (M67) var en minsvepare i svenska flottan av Arkö-klass. Fartyget utrangerades som minsvepare 1995 för att senare nyttjas av Kustflottans skoldivision som övnings- och ledningsfartyg. Fartyget var fortfarande i tjänst 2002. Skall avvecklas under 2009.